# Accelerated Freefall
Der Accelerated Freefall, AFF (dt. beschleunigter Freifall) ist eine Ausbildungsmethode zum Erlernen des Fallschirmspringens. „Beschleunigt“ bezieht sich auf den Ausbildungsweg, der schneller als die konventionelle Ausbildung das Springen aus voller Höhe ohne Lehrer ermöglicht. Das Ausbildungsverfahren wird beim Militär, mittlerweile auch bei der Bundeswehr, zusätzlich als Ausbildungsmethode für die Freifallausbildung eingesetzt.

## Ausbildung
Die AFF-Ausbildung wurde in den USA entwickelt. Sie ist in sieben Levels gegliedert, bei jedem gibt es bestimmte Lernziele, die der Schüler erreichen muss. Pro Level ist ein Sprung geplant; erreicht der Schüler die Lernziele nicht, muss der Sprung wiederholt werden.
Nach der Theorieausbildung mit praktischen Übungen springt der Schüler mit zwei speziell ausgebildeten, sehr erfahrenen Sprunglehrern bereits bei seinem ersten Sprung aus rund 4000 m Höhe. Die beiden Lehrer halten den Schüler bereits im Flugzeug an Armen und Oberschenkeln und springen zu dritt gemeinsam aus dem Flugzeug. Im Freifall macht der Schüler bestimmte Übungen, von den Lehrern bekommt er Handzeichen zur Verbesserung der Körperhaltung. In der richtigen Höhe öffnet der Schüler selbst seinen Hauptschirm. Erst wenn der Schirm des Schülers aufgeht, lassen die Lehrer los. Mit jedem Level kommen weitere Aufgaben hinzu. Ab dem vierten Level ist nur noch ein Lehrer dabei. Am offenen Fallschirm wird der Schüler meist durch Funk unterstützt, damit er eine sichere Landung im vorgesehenen Landegebiet hat.
Wurde der siebte Level erfolgreich abgeschlossen, darf der Schüler nun alleine aus einem Flugzeug springen, bis er die für die Lizenzprüfung vorgeschriebene Sprunganzahl erreicht.

## Vergleich
Die Grundkosten sind wegen der intensiven individuellen Betreuung höher als bei der konventionellen Ausbildung. Die AFF-Methode ist aber die schnellere und fundiertere Form. Sie wird inzwischen häufiger als die konventionelle Ausbildung gewählt.
Der große Vorteil ist die kurze Dauer von wenigen Tagen bis zum alleinspringenden Schüler und die hohe Motivation durch das sofortige Erleben des freien Falls.

## Details zu Levels
Zu erledigende Aufgaben bei der AFF-Ausbildung:
Level 1
1. Ein Lehrer stellt sich von außen in die Tür, Schüler geht in die Tür, der zweite Lehrer sichert den Schüler von innen.
2. Schüler schaut inneren Lehrer an und ruft „Check in“ – Lehrer gibt „OK“ oder „STOPP“.
3. Schüler schaut äußeren Lehrer an und ruft „Check out“ – Lehrer gibt „OK“ oder „STOPP“.
4. Schüler macht eine Bewegung mit dem Oberkörper – hoch runter und dann den Schritt nach außen.
Ab jetzt freier Fall.
5. Lehrer stabilisieren den Schüler auf dem Bauch.
6. Schüler macht eine Höhenmesserkontrolle und ruft die Höhe dem Lehrer zu, der sich auf der Seite seines Höhenmesser befindet.
7. Lehrer gibt „OK“ oder Zeichen zur Verbesserung der Körperhaltung des Schülers.
8. Schüler gibt die Höhe zum zweiten Lehrer durch.
9. Lehrer gibt „OK“ oder Zeichen zur Verbesserung der Körperhaltung des Schülers.
10. Ist alles OK, macht der Schüler 3 Scheingriffe zu seinem Aufziehgriff. Er greift nach ihm und hält ihn kurz fest und macht dabei die Ausgleichbewegung mit der anderen Hand über den Kopf.
11. Schüler macht eine Höhenmesserkontrolle und ruft die Höhe dem Lehrer zu, der sich auf der Seite seines Höhenmesser befindet.
12. Lehrer gibt „OK“ oder Zeichen zur Verbesserung der Körperhaltung des Schülers.
13. Schüler gibt die Höhe zum zweiten Lehrer durch.
14. Lehrer gibt „OK“ oder Zeichen zur Verbesserung der Körperhaltung des Schülers.
15. Schüler prüft alle 3 Sekunden den Höhenmesser, gibt aber keine Höhenangaben mehr zu den Lehrern durch.
16. Bei 2000 m schüttelt der Schüler mit dem Kopf, das ist das Zeichen für „no more work“, was so viel heißt wie: „Ich mache nun keine Übungen mehr und der Blick bleibt nun auf dem Höhenmesser.“
17. Bei 1700 m verschränkt der Schüler einmal die Arme über dem Kopf, das Zeichen für „wave off“, das ist die Ankündigung, dass der Schirm geöffnet wird.
18. Bei 1500 m zieht der Schüler selbsttätig den Schirm und wird so den Lehrern entzogen.

Level 2
Exit wie bei Level 1. Beobachtungskreislauf wie bei Level 1. Danach 2 Scheingriffe. Blick auf den Höhenmesser. Gibt der linke Lehrer „OK“, versucht der Schüler, eine Drehung um 90° einzuleiten und zu stoppen. Die Lehrer halten den Schüler weiterhin fest. Blick auf den Höhenmesser. Gibt der linke Lehrer „OK“, versucht der Schüler, um 90° in die andere Richtung zu drehen. Ab 2000 m blickt der Schüler ständig auf den Höhenmesser, bei 1500 m öffnet er seinen Hauptfallschirm.
Level 3
Exit und Beobachtungskreislauf wie bei Level 1. Ein Scheingriff. Ist die Körperlage des Schülers gut, lassen die Lehrer los. Der Schüler soll seine Position beibehalten und evtl. auftretende Drehungen stoppen. Wird die Lage des Schülers instabil, halten die Lehrer ihn wieder fest. Ab 2000 m ständige Höhenkontrolle, die Lehrer halten den Schüler wieder fest, bis er bei 1500 m seinen Hauptfallschirm öffnet.
Level 4
Ab jetzt springt der Schüler nur noch mit einem Lehrer. Der Lehrer steht beim Exit außen. Nach dem Beobachtungskreislauf lässt der Lehrer den Schüler los. Der Schüler soll sich um 90° nach links drehen, also bis der Lehrer vor ihm liegt. Dann soll er sich um 90° nach rechts in seine Ausgangslage drehen. Ist noch genügend Höhe übrig, kann das Manöver wiederholt werden. Bei 2000 m hält der Lehrer den Schüler wieder fest, bis er bei 1500 m seinen Hauptfallschirm öffnet.
Level 5
Der Exit erfolgt zum ersten Mal ohne Kontakt zum Lehrer. Der Lehrer steht innen im Flugzeug und springt unmittelbar nach dem Schüler. Nach Höhenkontrolle und Blickkontakt zum Lehrer soll sich der Schüler um 360° drehen. Nach erneuter Höhenkontrolle und Blickkontakt zum Lehrer soll er sich um 360° in die andere Richtung drehen. Ist noch genügend Höhe übrig, kann das Manöver wiederholt werden. Ab 2000 m wie bei Level 4.
Level 6
Exit wie bei Level 5. Nach Höhenkontrolle und Blickkontakt zum Lehrer leitet der Schüler durch Strecken der Arme und Anziehen der Beine einen Salto rückwärts ein. Danach soll er sich wieder in Bauchlage stabilisieren. Dann zeigt der Schüler eine 360° Drehung links und eine 360° Drehung nach rechts. Zum Schluss geht der Schüler für 5 Sekunden in die Trackposition. Ab 2000 m wie bei Level 4.
Level 7
Der Schüler macht einen „Dive Exit“, d. h., er springt entgegen der Flugrichtung mit einem Kopfsprung aus dem Flugzeug. Nach Höhenkontrolle beginnt der Schüler selbständig mit dem Freifallprogramm. Er zeigt einen Salto rückwärts, zwei Drehungen um 360° und trackt für 5 Sekunden. Ab 2000 m wie bei Level 4.
Solo-Status
Wenn das Programm des Level-7-Sprungs zur Zufriedenheit des Lehrers absolviert wurde, erhält der Schüler den „Solo-Status“. Ab diesem Zeitpunkt darf er alleine springen, er erhält jedoch für jeden Sprung einen Sprungauftrag von einem Lehrer, bis er die Lizenzprüfung bestanden hat.